# RK Bosna Sarajevo
RK Bosna Sarajevo je bosanskohercegovački rukometni klub iz Sarajeva.
RK Bosna Sarajevo je sedmerostruki prvak BiH, te peterostruki pobjednik Kupa BiH.

## Vanjske poveznice
- RK Bosna Sarajevo  Arhivirana inačica izvorne stranice od 4. rujna 2013. (Wayback Machine)